# Quallen-Galaxie

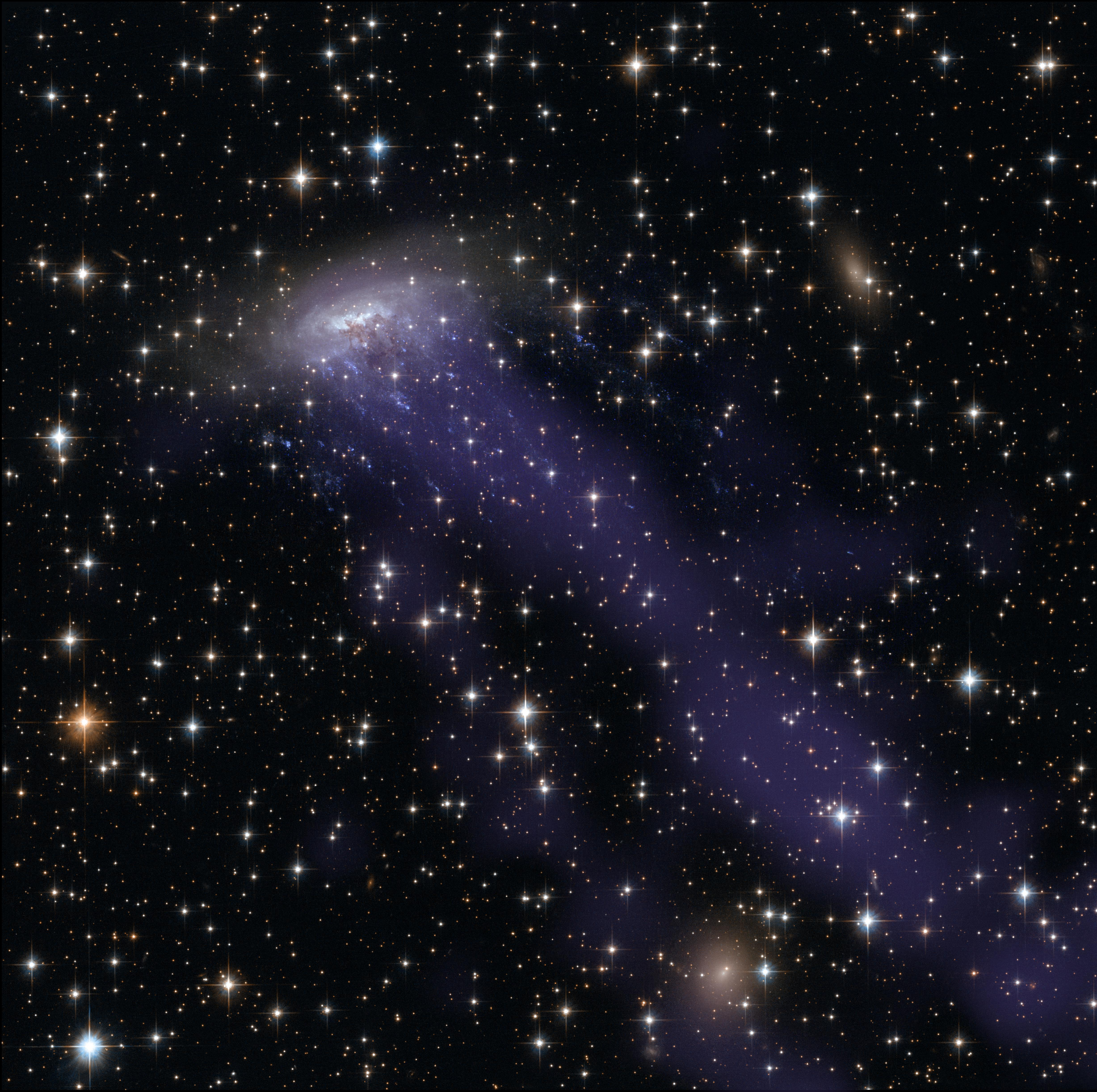
Die Quallen-Galaxie ESO 137-001

Eine Quallen-Galaxie (englisch Jellyfish galaxy) gehört zu den wechselwirkenden Galaxien und zeichnet sich durch Tentakel-ähnliche Anhänge mit einer Länge von bis zu 10 Kilo-Parsec aus. Die Tentakel bilden sich durch die Kollision von interstellarem Gas und Intracluster-Medium, wodurch das Gas hinter der sich weiterbewegenden Galaxie zurückbleibt und es in den Filamenten zu einer Sternentstehung kommt. Quallen-Galaxien treten nur in Galaxienhaufen mit einem Intracluster-Medium auf und können in einigen Haufen bis zu 10 % der Galaxien ausmachen.